# 布温迪森林
布温迪森林又被稱為布恩迪难以穿越森林，是位于乌干达西南部卡農古區的一片原始森林。森林中有大约有160种树木、100多种蕨类植物、 120种哺乳动物、348种鸟类、220 种蝴蝶和27种青蛙。 境內還有山地大猩猩。 该森林被联合国教育、科学及文化组织列为世界遗产。